# Сандин врх (брдо)
Сандин врх је брдо и дио ловћенског масива на Цетињу на надморској висини од 730м. Поред брда Језерски врх на коме је Владика Раде првобитно за живота саградио капелицу је историјски топоним Црне Горе.

## Проучавање топонима
Проучавањем су се бавили искусниисторичари, филолози, између осталих Вук Стефановић Караџић Секула Добричанин Павле Аполонович Ровински Љубомир Стојановић, Јован Ердељановић Андрија Јовићевић и Андрија Лубурић.

## Научне публикације
Вук Стефановић Караџић у свом Етно зборнику истиче да топоним потиче од имена Санда и средњовјековног презимена Сандић. У свом научном дјелу «Племена у Црној Гори», Др. Јован Ердељановић између осталог биљежи: «На сјеверу од Бајица у ужем смислу, а почев с и према доњем крају па према сјеверозападу и западу земљишни називи иду овим редом. Најпре долази Сандин врх, брдо чијем се имену не зна постанак. Ово је несумњиво матроним, назван по женском имену Санда, скраћено од Александра, или патроним по мушком имену Александар које је код нас врло распрострањено. Од њега су начињена многа презимена у облику Сандић, и имена села-селима.
Под Сандиним врхом је јака жива вода Пиштет, коју је владика Петар II озидао и уредио и манастир
свету водицу доносаше ». У свом научном радуСтари српски записи и натписи филолог и историчар Љубомир Стојановић је записао: «Санда је умрла од чуме 2233. године, ова година би одговарала 1215 години. Андрија Јовићевић је етимологују Сандин врх повезивао се средњовјековним свештеничким братством Сандићи Манастира Морача
наводећи да се : «на љето 1817 поново закалуђери Сандић ,Ђорђе родом Морачанин».

## Извор Пиштет
Извор Пиштет под Сандим врхом је извориште водоснабдјевања Цетиња .